# Pterisanthes brevipedicellata
Pterisanthes brevipedicellata är en vinväxtart som beskrevs av A. Latiff. Pterisanthes brevipedicellata ingår i släktet Pterisanthes och familjen vinväxter. Inga underarter finns listade i Catalogue of Life.